# Liga de Miembros de la Dieta por la Continuación de la Guerra Santa
La Liga de Miembros de la Dieta por la Continuación de la Guerra Santa (聖戦貫徹議員連盟 Seisen Kantetsu Giin Renmei) fue una coalición de partidos políticos en la cámara baja de la Dieta de Japón formada el 25 de marzo de 1940, con el respaldo del Ejército Imperial Japonés como reacción contra un discurso pronunciado por Saitō Takao, del Rikken Minseitō, crítico de las políticas agresivas del gobierno en la segunda guerra sino-japonesa.
El establishment oficial tomó medidas, incluida la creación de este grupo, e intentó censurar las "dudas" del público. El orador fue censurado en el Parlamento y expulsado de la cámara (y de su propio partido), para dar ejemplo. Su membresía comprendía un total de 450 miembros activos en la cámara baja, que representaban a todos los partidos políticos del período. Esta agrupación presionó para que sus miembros fueran considerados como políticos "leales" en la causa militarista, a diferencia de Saitō, quien fue acusado de ser un traidor a la nación y los valores reales del país.
La agrupación publicó una declaración abierta: "Damos la bienvenida a los cuatro años de campaña sagrada, en la que las acciones galantes de nuestros soldados, con el celo y el apoyo de la gente en el frente interno, han tenido como objetivo dar un golpe fatal al corrupto régimen de Chiang Kai-shek, y ha creado dentro de las masas chinas un sentimiento a favor de Japón y los deseos de paz ".
Esta agrupación temporal quedó en manos del primer ministro Fumimaro Konoe, cuyos esfuerzos para crear un estado de partido único se vieron impulsados por la voluntad de los líderes de los partidos políticos tradicionales de disolver sus propios partidos en una nueva organización encabezada por Konoe, siempre que fuera capaz de moderar el extremismo de los radicales, pero aun así satisfacer las demandas de los militares. La Liga se disolvió formalmente el 11 de junio de 1940.